# Lou Diamond Phillips
Louis Diamond Upchurch (ur. 17 lutego 1962 w Subic Bay Naval Station na Filipinach) – amerykański aktor, reżyser i producent filmowy i telewizyjny.

## Życiorys

### Wczesne lata
Urodził się na Filipinach. Jego ojciec oficer marynarki Gerald Upchurch był Amerykaninem pochodzenia szkocko-irlandzko-hawajsko-indiańskiego (z plemienia Czirokezów), zaś matka pochodziła z Filipin, ale prócz filipińskich przodków miała także korzenie hiszpańskie, chińskie i japońskie. Kiedy zmarł jego ojciec, matka ponownie wyszła za mąż za oficera marynarki George’a Phillipsa. Jego imiona 'Lou Diamond' przyjęto na cześć bohatera II wojny światowej Lelanda 'Lou' Diamonda.
Jako dziecko mieszkał wraz z rodziną w wielu miejscach Stanów Zjednoczonych, zanim ostatecznie osiedlił się w Corpus Christi w Teksasie, gdzie w 1980 ukończył Flour Bluff High School. Już we wczesnych latach przejawiał zainteresował aktorstwem. Choć otrzymał stypendium z United States Naval Academy i Uniwersytetu Yale, wolał uczęszczać na lokalny Uniwersytet Teksański w Austin, by móc pozostać blisko swoich szkolnych przyjaciół. Podczas studiów pojawił się w kilku uniwersyteckich produkcjach, należał do klubu dramatycznego i związał się z lokalną trupą komediową.

### Kariera
Przez cztery lata grał w małym teatrze Stage West w Fort Worth w Teksasie. W latach 1983–86 pracował jako asystent reżysera i instruktor w Laboratorium Aktorów Filmowych przy Uniwersytecie Teksańskim w Austin. Brał udział w filmach niezależnych. Był ekranowym terrorystą w dramacie sensacyjnym NBC Bomba zegarowa (Time Bomb, 1984) z Morgan Fairchild, Billym Dee Williamsem i Josephem Bottomsem. W operze mydlanej CBS Dallas (1985) pojawił się jako bandyta, a w serialu NBC Policjanci z Miami (1987) jako detektyw Bobby Diaz. Uznanie przyniosła mu kinowa kreacja Ritchiego Valensa w biograficznym filmie muzycznym La Bamba (1987). Jego rola problematycznego licealisty Angela Davida Guzmana w dramacie Wszystko albo nic (Stand and Deliver, 1988) zdobyła Independent Spirit Award i była nominowana do nagrody Złotego Globu 1988 dla najlepszego aktora drugoplanowego. W westernie Młode strzelby (Young Guns, 1988) i sequelu Młode strzelby II (Young Guns II, 1990) zagrał postać banity 'Jose' Chaveza y Chaveza u boku Emilio Esteveza, Kiefera Sutherlanda i Charliego Sheena.
W dramacie wojennym Edwarda Zwicka Szalona odwaga (Courage Under Fire, 1996) jako sierżant John Monfriez był partnerem Denzela Washingtona i Meg Ryan. Był oficerem Alfonso w czarnej komedii Alfonso Arau Dar z nieba (Picking Up the Pieces, 2000) u boku Woody’ego Allena. W biograficznym dramacie historycznym Stevena Soderbergha Che. Rewolucja (Che: Part One, 2008) z Benicio del Toro zagrał sekretarza generalnego Komunistycznej Partii Boliwii Mario Monje. Wystąpił również w teledysku grupy Imagine Dragons do utworu Radioactive (2012). W dramacie A&E Television Networks Nocny prześladowca (The Night Stalker, 2016) wcielił się w autentyczną postać seryjnego zabójcy Richarda Ramireza. Pojawił się w 14. odcinku siódmego sezonu serialu CBS Hawaii Five-0 (2017).

## Życie prywatne
Na planie filmu Trespasses (1986) poznał asystentkę reżysera Julie Cypher, z którą się ożenił 17 września 1987, ale rozwiódł 5 sierpnia 1990. Julie następnie ogłosiła, że była lesbijką i stała się partnerką Melissy Etheridge.
Spotkał się z Jennifer Tilly na planie filmu przygodowego Cień wilka (Shadow of the Wolf, 1992), gdzie wcielił się w rolę Agaguka. Później, 24 kwietnia 1994 ożenił się z Kelly Phillips, modelką magazynu Penthouse, z którą ma trzy córki: bliźniaczki: Isabellę Patricię i Grace Mooreę (ur. 5 października 1997) i Lili Jordan (ur. 26 września 1999). Wszystkie mieszkają z matką. W 2004 roku doszło do separacji, a 30 lipca 2007 roku do rozwodu. 16 sierpnia 2007 poślubił wizażystkę Yvonne Boismier Phillips, z którą ma córkę Indigo Sanarę (ur. 9 października 2007).

## Filmografia

### Filmy
| 1984 | Bomba zegarowa (Time Bomb, TV)                      | terrorysta              |
| 1987 | La Bamba                                            | Ritchie Valens          |
| 1988 | Wszystko albo nic (Stand and Deliver)               | Angel David Guzman      |
| 1988 | Dakota                                              | John Dakota             |
| 1988 | Młode strzelby (Young Guns)                         | 'Jose' Chavez y Chavez  |
| 1989 | Przestępczość zdezorganizowana (Disorganized Crime) | Ray Forgy               |
| 1989 | Renegaci (Renegades)                                | Hank Storm              |
| 1990 | Młode strzelby II (Young Guns II)                   | Jose Chavez y Chavez    |
| 1990 | Pokaz siły (A Show of Force)                        | Jesus Fuentes           |
| 1992 | Cień wilka (Shadow of the Wolf)                     | Agaguk                  |
| 1993 | Pogranicze prawa (Extreme Justice)                  | detektyw Jeff Powers    |
| 1994 | Niebezpieczny dotyk (Dangerous Touch)               | Mick Burroughs          |
| 1996 | Szalona odwaga (Courage Under Fire)                 | sierżant John Monfriez  |
| 1998 | Następny dzień w raju (Another Day in Paradise)     | Jewels                  |
| 1998 | Mocne uderzenie (The Big Hit)                       | Cisco                   |
| 2000 | Supernova                                           | Yerzy Penalosa          |
| 2000 | Dar z nieba (Picking Up the Pieces)                 | oficer Alfonso          |
| 2002 | Kompletny świr (Stark Raving Mad)                   | Gregory                 |
| 2003 | Absolon                                             | agent Walters           |
| 2003 | Wydział zabójstw, Hollywood (Hollywood Homicide)    | Wanda                   |
| 2008 | Samotny jeździec (Lone Rider)                       | żołnierz Bobby Hattaway |
| 2008 | Znamię przeszłości (Never Forget)                   | Frank Hill              |
| 2008 | Che. Rewolucja (Che: Part One)                      | Mario Monje             |
| 2008 | Death Toll                                          | major Padial            |
| 2010 | Nalot (Transparency)                                | David                   |
| 2015 | Los 33 (The 33)                                     | Luis „Don Lucho” Urzúa  |
| 2016 | Nocny prześladowca (The Night Stalker, TV)          | Richard Ramirez         |

| 1985      | Dallas                                                                 | bandyta                    |
| 1987      | Policjanci z Miami (Miami Vice)                                        | detektyw Bobby Diaz        |
| 1991      | Ulica Sezamkowa (Sesame Street)                                        | w roli samego siebie       |
| 1993      | Opowieści z krypty (Tales from The Crypt)                              | Jerry                      |
| 1998      | Spin City                                                              | Nate                       |
| 1998      | Po tamtej stronie (The Outer Limits)                                   | kpt. Cotter McCoy          |
| 1998      | Opowieści z księgi cnót (Adventures from the Book of Virtues)          | Martín (głos)              |
| 2001–2002 | Jezioro wilków (Wolf Lake)                                             | John Kanin / Noah Cassidy  |
| 2002      | Resurrection Blvd.                                                     | Harry Tran                 |
| 2002      | 24 godziny (24)                                                        | Mark DeSalvo               |
| 2003      | Dziesięcioro przykazań – opowieści dla dzieci (Kids Ten Commandments)  | Natha (głos)               |
| 2003      | George Lopez                                                           | George Lopez               |
| 2005–2010 | Wzór (Numb3rs)                                                         | agent Ian Edgerton         |
| 2006      | Prawo i porządek: sekcja specjalna (Law & Order: Special Victims Unit) | Victor Paul Gitano         |
| 2007      | Świry (Psych)                                                          | agent specjalny Lars Ewing |
| 2009      | Bestia (The Beast)                                                     | Capone                     |
| 2009–2011 | Gwiezdne wrota: Wszechświat (Stargate Universe)                        | pułkownik David Telford    |
| 2010      | Amerykański tata (American Dad!)                                       | Rusty                      |
| 2011      | Chuck                                                                  | Augusto Gaez               |
| 2011      | Cougar Town: Miasto kocic (Cougar Town)                                | w roli samego siebie       |
| 2011      | Szczęśliwi rozwodnicy (Happily Divorced)                               | David                      |
| 2012      | Southland                                                              | oficer Danny Ferguson      |
| 2012–2017 | Longmire                                                               | Henry Standing Bear        |
| 2013      | Ironside                                                               | Stuart White               |
| 2015      | Blindspot: Mapa zbrodni (Blindspot)                                    | Saúl Guerrero              |
| 2016–2018 | Elena z Avaloru                                                        | Victor Delgado (głos)      |
| 2017      | Hawaii Five-0                                                          | Wes Lincoln                |
| 2017      | The Ranch                                                              | Clint                      |
| 2017      | Training Day                                                           | Thurman Ballesteros        |
| 2018      | Fear the Walking Dead                                                  | reżyseria                  |
| 2018      | Zaprzysiężeni                                                          | Louis Delgado              |
| 2018      | Zabójcze umysły                                                        | szeryf Clifford Mason      |
| 2018      | Agenci NCIS: Nowy Orlean                                               | zastępca szefa Gossett     |
| 2018      | Goliath                                                                | Oscar Suarez               |
| 2018–2020 | Zaprzysiężeni (Blue Bloods)                                            | Louis Delgado              |
| 2019      | Lwia Straż (The Lion Guard)                                            | Surak (głos)               |
| 2019      | Agenci T.A.R.C.Z.Y. (Marvel’s Agents of S.H.I.E.L.D.)                  | reżyseria                  |
| 2019–2021 | Syn marnotrawny (Prodigal Son)                                         | Gil Arroyo                 |
| 2020      | Głowa rodziny (Family Guy)                                             | przywódca plemienia (głos) |
| 2022      | Bull                                                                   | pułkownik Victor Taggert   |